# Colombe de Rieti
Pour les articles homonymes, voir Rieti (homonymie).
Colombe de Rieti, dite aussi Colombe de Pérouse (Rieti, 2 février 1467 - Pérouse, 20 mai 1501), est une mystique italienne membre du Tiers-Ordre dominicain et reconnue bienheureuse par l'Église catholique.

## Biographie
Angelella Colomba Guadagnoli naît le 2 février 1467 à Rieti. Lors de sa naissance, une femme voit des anges tenant un cercle d'or surmonté de sept flambeaux lumineux ; ses parents lui donne donc le prénom d'Angolella (petit ange) mais elle est surnommée Colombe car, lors de son baptême, une colombe s'approche des fonts baptismaux, se pose sur sa poitrine, place son bec sur ses lèvres puis reste immobile jusqu'à ce que la cérémonie soit terminée. Dès sa plus tendre enfance, elle jeûne au pain et à l'eau le vendredi ainsi qu'à l'Avent, durant Carême et aux Quatre-Temps, essaye de faire un cilice avec des cordes et des haillons et assiste tous les jours à la messe. À l'âge de sept ans, elle apprend à lire avec une biographie de sainte Catherine de Sienne que possèdent des membres du Tiers-Ordre dominicain. Elle rend fréquemment visite à ce groupe de tertiaires qui se réunissent au couvent des dominicains situé près de chez elle.
Elle devient tertiaire dominicaine le dimanche des Rameaux de l'année 1486 à l'âge de 19 ans, malgré l'opposition de ses parents qui veulent la marier. L'année suivante, elle se rend en pèlerinage au sanctuaire de Notre-Dame de Quercia près de Viterbe. En septembre 1488, elle quitte Rieti pour Pérouse où elle fonde un couvent de tertiaires dominicaines, voulant qu'elles suivent le modèle de vie apostolique pratiqué par sainte Catherine de Sienne selon la règle du Tiers-Ordre de saint Dominique. Elle exclut donc qu'elles deviennent des religieuses cloîtrées ; cependant la clôture religieuse sera imposée plus tard à la suite des décrets du concile de Trente.
En 1495, le pape Alexandre VI se rend à Pérouse avec ses cardinaux pour éviter de rencontrer le roi Charles VIII. Le trésorier apostolique se charge de la consulter. Avec détermination, elle lui dit qu'il faut réformer l'Église et critique la politique sans scrupule du pontife qui ne cherche qu'à consolider son pouvoir temporel. Le conseiller du roi de France vient aussi la consulter sur des affaires d'État, et l'archevêque de Carthagène lui demande deux scapulaires blancs pour le roi Ferdinand et la reine Isabelle.
Elle décède le 20 mai 1501 à l'âge de 34 ans. D'après les petits Bollandistes, dès le lendemain, elle apparaît à la bienheureuse Osanna de Mantoue ; et la bienheureuse Lucie de Narni annonce au duc de Ferrare, Hercule Ier d'Este, que Colombe est morte. Elle est béatifiée par le pape Urbain VIII le 25 février 1625. Son corps repose au monastère de Pérouse qui porte son nom : monastère de la bienheureuse Colombe (it).